# Brachionus manjavacas
Brachionus manjavacas is een soort in de taxonomische indeling van de raderdieren (Rotifera). 
Het dier behoort tot het geslacht Brachionus en behoort tot de familie Brachionidae. De wetenschappelijke naam van de soort werd voor het eerst geldig gepubliceerd in 2007 door Fontaneto, Giordani, Melone & Serra.